# یواس‌اس شاستا (ای‌ئی-۳۳)
یواس‌اس شاستا (ای‌ئی-۳۳) (به انگلیسی: USS Shasta (AE-33)) یک کشتی است که طول آن ۵۶۴ فوت (۱۷۲ متر) می‌باشد. این کشتی در سال ۱۹۷۱ ساخته شد.